# Lee Ellison
Lee Ellison (sinh ngày 13 tháng 1 năm 1973) là một cựu cầu thủ bóng đá người Anh thi đấu ở Football League cho Darlington, Hartlepool United, Leicester City, Crewe Alexandra và Hereford United.